# Elżbieta Jabłońska
Elżbieta Jabłońska (ur. 1970 w Olsztynie) – artystka zajmująca się malarstwem, rysunkiem, grafiką, fotografią, działaniem performance i sztuką instalacji. Mieszka i tworzy w Kozielcu. Ma syna Antoniego (ur. 1997). Jest wdową po Jacku Majewskim.

## Edukacja
Studiowała na Wydziale Sztuk Pięknych Uniwersytetu Mikołaja Kopernika w Toruniu, w którym naukę zakończyła w 1995 broniąc dyplom z grafiki warsztatowej w pracowni prof. Lecha Kiljańskiego. Od 1996 roku pracuje jako asystentka w Zakładzie Rysunku UMK w Toruniu. Obecnie jest profesorem.

## Nagrody
- 2001 – stypendium Ministra Kultury na rok 2002
- 2002 – nominacja do nagrody Paszporty Polityki za rok 2002
- 2003 – nagroda Spojrzenia 2003 Fundacji Kultury Deutsche Bank
- 2002 – tytuł Artysty Roku w plebiscycie czytelników bydgoskiego dodatku „Gazety Wyborczej”
- 2002 – uznana za jedną z najbardziej obiecujących indywidualności młodego pokolenia artystów polskich przez tygodnik „Newsweek Polska”
- 2022 – Nagroda im. Katarzyny Kobro[2]

## Wybrane wystawy
- 2007: Homage to Domestic Familiarity, Anya Tish Gallery, Houston, USA; Transphotographiques, Tripostal, Lille, Francja; Photo Biennial, Dunaújváros, Węgry; Global Feminisms, Brooklyn Museum, Nowy Jork, USA; Zatrute źródło – polska sztuka współczesna w pejzażu poromantycznym, organizator: Muzeum Narodowe w Szczecinie, galeria Arsenals, Muzeum Narodowe, Ryga, Łotwa; Kobieta o kobiecie, Galeria Bielska BWA, Bielsko-Biała; Słodka sztuka, CSW Łaźnia, Gdańsk; Początek c.d. – Kolekcja Zachęty, Muzeum Warmii i Mazur, Olsztyn; G K Collection 1 – Wystawa z kolekcji Grażyny Kulczyk, Stary Browar, Poznań; Kuchnie zmysłów, Muzeum Sztuki, Łódź; Ego sum, BWA, Bydgoszcz; Przypadkowa przyjemność, wyst. ind. Galeria Mosart, Gorzów Wielkopolski; Mechaniczna Pomarańcza, Galeria Sektor I, Katowice; Przypadkowa Przyjemność, wyst. ind. Galeria Arsenał, Białystok; Spotkanie, wyst. ind. Noc Muzeów, Śmiełów

- 2006 83 kelnerów i pomocnik, wyst. ind. Galeria Atlas Sztuki, Łódź; Spotkanie, proj. ind. w ramach Przewodnika, MN Kraków; Przypadkowa przyjemność, wyst. ind. Instytut Polski w Rzymie; Zamieszkanie, Motorenhale, Drezno; Uwolnić emocje. Mity. Symbole. Systemy, NCK Gdańsk; Polyphony of Images. The De Lamar Mansion Centennial Salon of Arts & Ideas, NY USA;

- 2005 Spółdzielnia, Nałęczów; Strażnicy doków, IS Wyspa, Gdańsk; Continental Breakfast, Memory (W)Hole, Ljubljana Castle; Biennale w Pradze; Madonna, Kunsthaus, Drezno; Dzień Matki, Galeria XXI, Warszawa;

- 2004 Palimpsest Muzeum, Muzeum Poznańskiego, Łódź; Dialog Loci, Kostrzyń; Święto Kobiet, Kraków; Pod flagą biało-czerwoną, Estonian Art Museum, Tallin;

- 2003 HELP YOURSELF, wyst. ind. BGSW, Słupsk; Architectures of Gender, Sculpture Center, NY USA; Łódź; Bialy Mazur, NBK, Berlin;

- 2002 Przez żołądek do serca VI; wyst. ind. Galeria Arsenał, Białystok; Gry domowe, wyst. ind. Kronika, Bytom; Supermatka, wyst. ind. Zachęta, Warszawa;

- 2001 Kobieta o Kobiecie, Galeria Bielska BWA, Bielsko-Biała; Maskarady, Inner Spaces, Poznań; Przenoszenie przedmiotów sztuki, wyst. ind. Galeria ON, Poznań; Substancja odżywcza, wyst. ind. BWA Zielona Góra;

- 2000 O czym marzą trzydziestolatki, wyst. ind. Mózg, Bydgoszcz; Leżenie, Galeria Róż, Toruń;

- 1999 Przez żołądek do serca, perf. Forum Fabrikum, Łódź;

- 1998 Matka Polka prezentuje nr 1, Historie domowe obrazki z cyklu Kiedy Antek śpi, wyst. ind. Mózg, Bydgoszcz.